# جون ديفيس (رجل أعمال)
جون ديفيس (بالإنجليزية: John Davis)‏ هو شخصية أعمال أمريكي، ولد في 1953.